# Platyceratops
Platyceratops tatarinovi
Genre
Espèce
Platyceratops (signifiant « face plate et cornue ») est un genre éteint hypothétique de dinosaures cératopsiens du Crétacé supérieur retrouvé en Mongolie.
L'espèce type et seule espèce Platyceratops tatarinovi, a été nommée et décrite par V. R. Alifanov en 2003.

## Datation
Les restes fossiles de Platyceratops ont été découverts à Khermeen Tsav, dans la vallée de Nemegt en Mongolie. Ils ont été extraits de sédiments de la formation de Barun Goyot datée de la fin du Crétacé supérieur, du Maastrichtien basal, soit il y a environ entre 72 et 71 Ma (millions d'années).

## Classification
Le genre pourrait être un synonyme de Bagaceratops, bien qu'il ait un crâne plus grand que ce dernier. Platyceratops serait classé chez les Bagaceratopidae ou chez les Neoceratopsia.